# Parepistaurus browni
Parepistaurus browni är en insektsart som beskrevs av Green, S.V. 1998. Parepistaurus browni ingår i släktet Parepistaurus och familjen gräshoppor. Inga underarter finns listade i Catalogue of Life.